# Adventure Island II
Pour le jeu vidéo sorti sur Game Boy, voir Adventure Island III.
Adventure Island II (高橋名人の冒険島II, Takahashi Meijin no Bōken Jima Tsū) est un jeu vidéo de plates-formes en 2D à thème préhistorique par Hudson Soft, sorti en 1991 sur Nintendo Entertainment System. Une adaptation, Adventure Island, est sorti en 1992 sur Game Boy. Le jeu est resorti sur Nintendo 3DS et Wii.

## Synopsis
Tina, la sœur de la Princesse Leilani, a été enlevée par le Sorcier. Master Higgins, le héros de la série, doit la sauver à travers 8 îles à thème à visiter, respectivement Fern, Lake, Desert, Ice, Cave, Cloud, Volcano, et Dinosaur islands,.

## Système de jeu
Adventure Island II est un jeu de plate-forme à scrolling horizontal. Le joueur contrôle un personnage qui doit arriver au bout du niveau dans un temps limité. Le personnage peut sauter, attaquer et monter sur divers animaux préhistoriques. En amassant des fruits, le joueur peut gagner du temps pour pouvoir finir le niveau, ou bien casser des œufs qui réservent des bonnes et mauvaises surprises. Le jeu propose aussi un système d'inventaire disponible au début de chaque niveau, fait rare dans les jeux de plate-forme de l'époque. Ce système permet aux joueurs de stocker des objets gardés des niveaux précédents et de les réutiliser dans les niveaux suivants.
Le système de point de contrôle de l'opus précédant a été supprimé de ce fait si le joueur meurt au milieu d'une étape, il devra recommencer le niveau depuis le début. Cependant, les étapes sont plus courtes que dans l'opus précédant.
Lorsque le joueur termine une étape, il lui sera demandé de choisir un œuf en rotation qui lui rapportera un certain nombre de point. Le joueur a maintenant la possibilité de revenir en arrière pendant une étape, mais seulement jusqu'à un certain point. 
Le boss de chaque ile attend le joueur sur une étape spécifique. Cependant, si le joueur vient à mourir face au boss celui-ci se déplacera vers une autre zone, forçant le joueur non seulement à effacer son niveau actuel, mais, il devra changer de zone à fin de retrouver le boss.

## Réception
L'éditeur d'AllGame, Skyler Miller, a fait l'éloge du jeu par rapport à l'original, en particulier ses « graphismes améliorés, un écran de carte et, plus important encore, quatre copains dinosaures pour que Maître Higgins puisse monter, chacun avec sa propre capacité spéciale ».

### Autre média
Adventure Island II est l'un des jeux vidéo figurant dans le manga intitulé Cyber Boy, de Nagai Noriaki, publié par Coro Coro Comic et Shogakukan, de 1991 à 1993. La couverture de l'emballage a été illustrée par Shelley L. Hunter.